# Swen Vincke

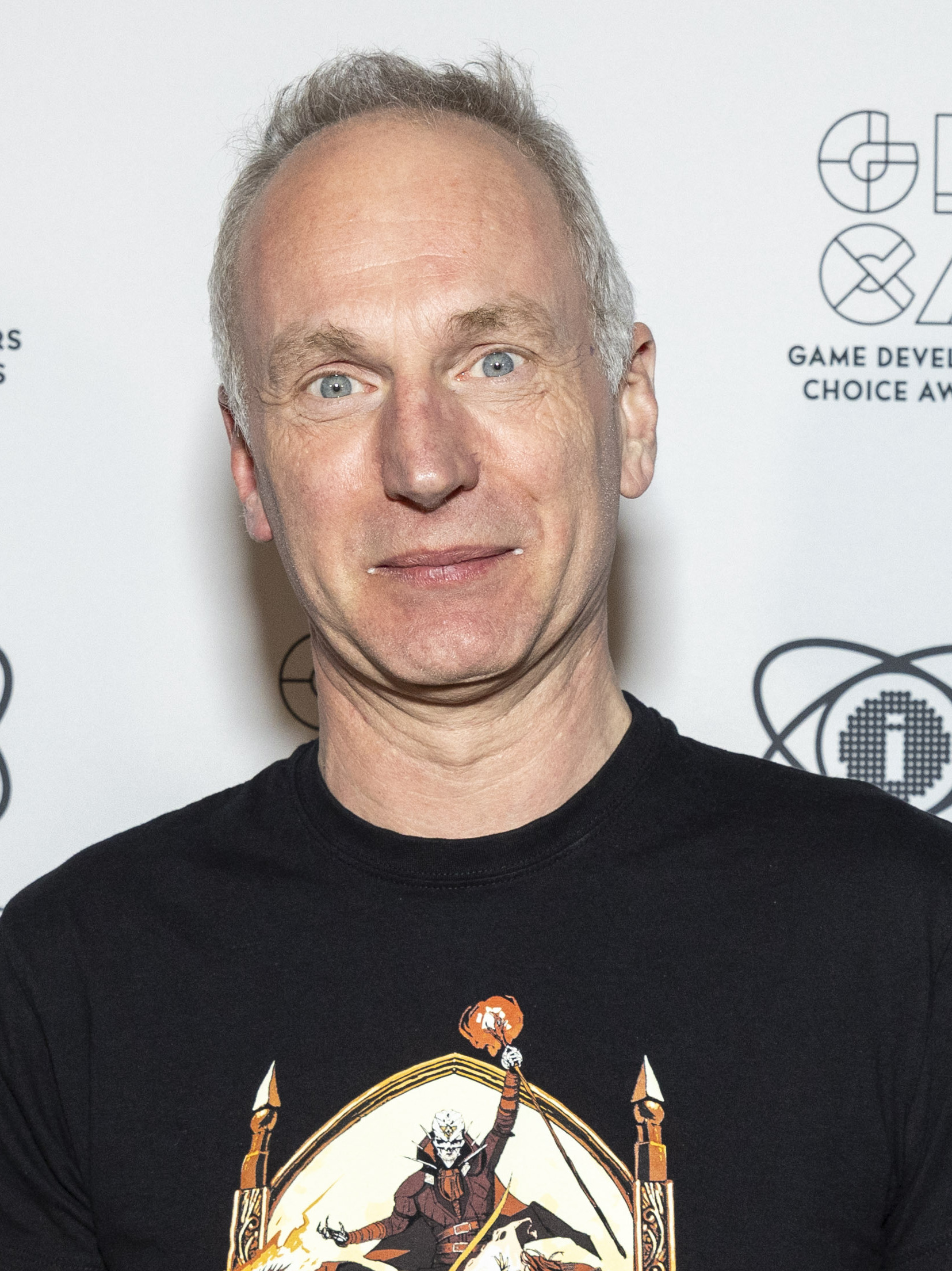
Swen Vincke (2024)

Swen Johan Vincke (* 30. Mai 1972) ist ein belgischer Videospieldesigner, Programmierer und Regisseur. Er ist Gründer und CEO des Videospielunternehmens Larian Studios, wo er die Entwicklung der Divinity-Reihe und von Baldur’s Gate 3 leitete.

## Frühe Lebensjahre
Vincke wurde am 30. Mai 1972 im belgischen Brügge als Sohn von Robert Vincke und Josiane Goderis geboren. Er wuchs in De Panne auf, wo seine Eltern ein Restaurant betrieben. Er hat auch eine ältere Schwester. Vincke entwickelte schon in jungen Jahren ein Interesse an Programmierung, Arcade- und Computerspielen sowie Basketball. Besonders fasziniert war er von Dungeons & Dragons und Rollenspiel-Videospielen wie der Ultima-Reihe, die ihn später bei seinen eigenen Spielen inspirierten. Vincke entwickelte sein erstes Spiel, einen Jagdsimulator, für seinen Vater, als er noch zur Schule ging. An der Universität Gent erwarb er einen Abschluss in Informatik. Ursprünglich interessierte er sich für Spracherkennung, beschloss jedoch, sich der Entwicklung von Videospielen zu widmen, als er sah, wie viel Spaß die Leute an seinen Projekten hatten.

## Karriere
Vincke gründete die Larian Studios im Jahr 1996. Als CEO und Creative Director spielt er eine zentrale Rolle im Unternehmen und der Entwicklung der Spiele. Er war Projektleiter und Hauptprogrammierer von Larians erstem veröffentlichten Spiel The L.E.D. Wars (1997), gefolgt von den ersten beiden Teilen der Divinity-Reihe, dem preisgekrönten Divine Divinity (2002) und seiner Fortsetzung Beyond Divinity (2004).
Vincke war auch für das Design von KetnetKick (2004) verantwortlich, einem Lernvideospiel, das für den flämischen Kindersender Ketnet entwickelt wurde. Dieses Spiel wurde später von mehreren anderen Kindersendern lizenziert umgesetzt, beispielsweise vom britischen Sender CBBC (mit dem Titel Adventure Rock), dem französischen Sender Jeunesse TV (mit dem Titel GulliLand) und dem norwegischen Sender NRK (mit dem Titel Superia). Später leitete er die Entwicklung einer Reihe neuer Lernspiele namens Monkey Labs (2009) und Monkey Tales (2011).
Vincke fungierte als Game Director, Spieledesigner und Autor bei Divinity II, das erstmals 2009 veröffentlicht wurde, die endgültige Version erschien 2012. Ungefähr zu dieser Zeit fasste er die Entscheidung, Larian zu einem Entwicklerstudio im Eigenverlag zu machen. Ein Grund waren die in der Anfangsjahren negativen Erfahrungen mit Publishern, die das Studio mehrfach an den Rand der Existenz brachten. Anschließend leitete Vincke die Produktion des Divinity-Ablegers Divinity: Dragon Commander, der 2013 veröffentlicht wurde. Parallel dazu arbeitete Vincke am vierten Teil der Divinity-Hauptreihe mit dem Titel Divinity: Original Sin, der 2014 veröffentlicht wurde. Das Spiel wurde ein kommerzieller und Kritiker-Erfolg. Anschließend war er Game Director bei der 2017 erschienenen Fortsetzung Divinity: Original Sin II, die als eines der besten Rollenspiele aller Zeiten gefeiert wurde. Im Jahr 2020 wurde Vincke der erste Empfänger des belgischen Lifetime Achievement Award für seine Karriere und seinen Einfluss auf die belgische Spieleindustrie.
Nach Original Sin 2 leitete Vincke als Creative Director die Entwicklung von Baldur’s Gate 3. Dabei handelte es sich um eine Wiederbelebung und Fortführung der ursprünglich von BioWare zur Jahrtausendwende entwickelten Rollenspiel-Reihe auf Grundlage des Rollenspielregelwerks Dungeons & Dragons, die gemeinhin als maßgeblich für eine Wiederbelebung des Rollenspiel-Genres zum damaligen Zeitpunkt galt. Das lange Zeit im Early Access entwickelte Baldur’s Gate 3 wurde im August 2023 veröffentlicht. Es erhielt zahlreiche Höchstwertungen. Dazu wurde Baldur’s Gate 3 bei den The Game Awards zum Game of the Year 2023 gekürt.

## Persönliches
Vincke lebt mit seiner Frau und seinen vier Kindern in Gent. Neben seiner Muttersprache Niederländisch spricht er fließend Französisch und Englisch.

## Werke
| Jahr | Titel                            | Rollen                                                                            |
| ---- | -------------------------------- | --------------------------------------------------------------------------------- |
| 1997 | The L.E.D. Wars                  | Projektleiter, Programmierung, Levelbearbeitung, Videoproduktion, Synchronisation |
| 2002 | Divine Divinity                  | Projektleiter, Leitender Programmierer, Engine-Programmierung                     |
| 2004 | KetnetKick                       | Game Lead                                                                         |
| 2004 | Beyond Divinity                  | Projektleiter, Leitender Programmierer                                            |
| 2009 | Divinity II                      | Regisseur, Game Design, zusätzliche Programmierung, Autor                         |
| 2010 | Divinity II: Flames of Vengeance | Regisseur, Game Design, zusätzliche Programmierung, Autor                         |
| 2013 | Divinity: Dragon Commander       | Regisseur, Game Design, Autor                                                     |
| 2014 | Divinity: Original Sin           | Regisseur, Game Design, Autor                                                     |
| 2017 | Divinity: Original Sin II        | Regisseur                                                                         |
| 2023 | Baldur’s Gate 3                  | Regisseur                                                                         |